# Baia Sprie
Baia Sprie (niem. Mittelstadt, węg. Felsőbánya) – miasto w Rumunii, w okręgu Marmarosz. Liczy 15,8 tys. mieszkańców (2008).
W mieście rozwinął się przemysł drzewny, spożywczy oraz hutniczy.

## Miasta partnerskie
- Kunhegyes